# Johvani Ibarra
Johvani Ibarra (nació el 8 de septiembre de 1969 en Ibarra, Provincia de Imbabura) es un exfutbolista ecuatoriano que jugaba de portero.

## Trayectoria

### El Nacional
Ibarra se unió al club "quiteño" en 1990 procedente del Centro Deportivo Olmedo para formar parte de las divisiones formativas. En el Club Deportivo El Nacional desarrollo la mayor parte de su carrera,  convirtiéndose en un símbolo de la institución. Fue una figura en la obtención de los títulos nacionales en 1996, 2005 y 2006.

### Deportivo Quito
En 2008, fue cedido para jugar con el Deportivo Quito ese año gozó de éxito consiguiendo un título nacional para la institución "chulla" que no ganaba uno hacia más de 40 años. En aquel club volvió a ser uno de los mejores porteros del Ecuador. 

### Imbabura SC e Independiente del Valle
Johvani Ibarra se unió al Imbabura Sporting Club al inicio de la temporada 2011 para ayudar al club "imbabureño" a defender la categoría sin embargo su equipo descendió después de una serie de malos resultados y problemas dirigenciales. En 2011 ficha para el club revelación del fútbol de Ecuador el Independiente del Valle.
- Ha jugado más de 600 partidos oficiales en Serie A.

### Participaciones en Campeonatos Internacionales
| Torneo            | Club            | País    | Año  |
| ----------------- | --------------- | ------- | ---- |
| Copa Libertadores | El Nacional     | Ecuador | 1997 |
| Copa Merconorte   | El Nacional     | Ecuador | 1998 |
| Copa Merconorte   | El Nacional     | Ecuador | 1999 |
| Copa Libertadores | El Nacional     | Ecuador | 2000 |
| Copa Merconorte   | El Nacional     | Ecuador | 2000 |
| Copa Libertadores | El Nacional     | Ecuador | 2001 |
| Copa Libertadores | El Nacional     | Ecuador | 2002 |
| Copa Libertadores | El Nacional     | Ecuador | 2003 |
| Copa Libertadores | El Nacional     | Ecuador | 2004 |
| Copa Sudamericana | El Nacional     | Ecuador | 2005 |
| Copa Libertadores | El Nacional     | Ecuador | 2006 |
| Copa Sudamericana | El Nacional     | Ecuador | 2006 |
| Copa Libertadores | El Nacional     | Ecuador | 2007 |
| Copa Sudamericana | El Nacional     | Ecuador | 2007 |
| Copa Libertadores | Deportivo Quito | Ecuador | 2009 |
| Copa Libertadores | Deportivo Quito | Ecuador | 2010 |
| Copa Sudamericana | Deportivo Quito | Ecuador | 2010 |

## Selección nacional
Ibarra fue participante del seleccionado nacional en 28 ocasiones. En la Copa América fue seleccionado en 1997, 1999, 2001 y 2004. Fue partícipe del equipo que consiguió la clasificación a la Copa Mundial de la FIFA Corea del Sur-Japón 2002, asistiendo a dicha competición como segundo arquero.

### Participaciones enCopas América
| Torneo                 | Sede                   | Resultado              | PJ | GR  | VI |
| ---------------------- | ---------------------- | ---------------------- | -- | --- | -- |
| Copa América 1997      | Bolivia                | Cuartos de final       | 2  | -2  | 0  |
| Copa América 1999      | Paraguay               | Fase de grupos         | 0  | 0   | 0  |
| Copa América 2001      | Colombia               | Fase de grupos         | 2  | -4  | 1  |
| Copa América 2004      | Perú                   | Fase de grupos         | 2  | -8  | 0  |
| Total en Copas América | Total en Copas América | Total en Copas América | 6  | -14 | 1  |

### Participaciones enCopas del Mundo
| Mundial                       | Sede                  | Resultado      | PJ | GR | VI |
| ----------------------------- | --------------------- | -------------- | -- | -- | -- |
| Mundial de Corea y Japón 2002 | Corea del Sur y Japón | Fase de Grupos | 0  | 0  | 0  |

### Participaciones enEliminatorias al Mundial
| Eliminatoria                                | Sede del Mundial       | Posición               | Resultado   | PJ | GR | VI |
| ------------------------------------------- | ---------------------- | ---------------------- | ----------- | -- | -- | -- |
| Eliminatorias Mundial de Francia 1998       | Francia                | 6°lugar 21pts          | Eliminado   | 5  | -5 | 1  |
| Eliminatorias Mundial de Corea y Japón 2002 | Corea del Sur y Japón  | 2°lugar 31pts          | Clasificado | 2  | -2 | 1  |
| Eliminatorias Mundial de Alemania 2006      | Alemania               | 3°lugar 28pts          | Clasificado | 0  | 0  | 0  |
| Total en Eliminatorias                      | Total en Eliminatorias | Total en Eliminatorias | 2/3         | 7  | -7 | 2  |

## Clubes
| Club            | País    | Año         |
| --------------- | ------- | ----------- |
| El Nacional     | Ecuador | 1990 - 2007 |
| Deportivo Quito | Ecuador | 2008 - 2010 |
| Imbabura S.C.   | Ecuador | 2011        |
| Independiente   | Ecuador | 2012 - 2013 |
| Clan Juvenil    | Ecuador | 2013 - 2014 |

## Palmarés

### Campeonatos nacionales
| Título                 | Club            | País    | Año  |
| ---------------------- | --------------- | ------- | ---- |
| Campeonato Ecuatoriano | El Nacional     | Ecuador | 1992 |
| Campeonato Ecuatoriano | El Nacional     | Ecuador | 1996 |
| Campeonato Ecuatoriano | El Nacional     | Ecuador | 2005 |
| Campeonato Ecuatoriano | El Nacional     | Ecuador | 2006 |
| Campeonato Ecuatoriano | Deportivo Quito | Ecuador | 2008 |
| Campeonato Ecuatoriano | Deportivo Quito | Ecuador | 2009 |